# Laure (prénom)
Pour les articles homonymes, voir Laure.
Laure est un prénom féminin.

## Étymologie
Laure vient du nom d'homme latin Laurus qui signifie « laurier », symbole de gloire dans l'antiquité.
Toutefois, on peut tenir pour aussi vraisemblable une origine venant du grec "Λαύρα"  (sentier étroit, selon les dictionnaires de grec ancien, par exemple Bailly, éd. de 1935, p. 1173), nom donné au plus ancien des monastères orthodoxes du mont Athos; le sentier étroit est un symbole de l'effort à accomplir pour parvenir au salut, selon l'Évangile : "Entrez par la porte étroite. Car large est la porte, spacieux est le chemin qui mènent à la perdition, et il y en a beaucoup qui entrent par là. Mais étroite est la porte, resserré le chemin qui mènent à la vie, et il y en a peu qui le trouvent". (Mathieu 7 : 13-14).

## Variantes
Il a pour autre forme Laura et pour dérivés Laurea, Lauren, Laureen, Laurena, Laurène, Laurice, Laurine, Lauryn, Lauryne, Loréa, Lorelie, Lorella, Laurella, Loren, Lorena, Lorène et Lorine. Il a de nombreux diminutifs, parmi lesquels Laurel, Laurelle, Lauretta, Laurette, Lauria, Laurie, Laury, Loretta, Loria, Lori, Lorie et Lory.
Il existe également de très nombreux composés, parmi lesquels Lauranne et Laureline.

## Date de fête
Il est principalement fêté le 10 août et le 19 octobre.

## Popularité du prénom
Au début de 2010, près de 73 000 personnes étaient prénommées Laure en France. C'est le 134e prénom le plus attribué au siècle dernier dans ce pays, et l'année où il a été attribué le plus est 1982, avec un nombre de 2 457 naissances.

## Personnes portant ce prénom
- Pour voir tous les articles concernant les personnes portant ce prénom, consulter les pages commençant par Laure.

## Sainte des églises chrétiennes
- Laure de Cordoue, martyrisée à Cordoue en 864, fête le 19 octobre.